# Constance M. Burge
Constance Burge (Filadelfia, 6 agosto 1957) è un'autrice televisiva, sceneggiatrice e regista statunitense.

## Biografia
Sporadicamente indicata con il nome ipocoristico "Connie" ma sempre accreditata come Constance M. Burge, è conosciuta principalmente per aver creato la serie televisiva Streghe. Nella sua carriera, Constance Burge è stata creatrice anche della breve serie televisiva Savannah, nonché regista di alcuni episodi delle serie televisive Giudice Amy, Ally McBeal e Boston Public.

## Filmografia

### Sceneggiatrice
- Royal Pains (2009-2016)
- Streghe (1998-2000)
- Giudice Amy (2004-2005)
- Ally McBeal (2002)
- Boston Public (2000)
- Savannah (1996)

### Creatrice
- Streghe (1998-2006)
- Savannah (1996)

### Produttrice
- Sugar Rush (2005)
- Giudice Amy (2004-2005)
- Ally McBeal (2001-2002)
- Boston Public (2000)
- Ed (2000)
- Streghe (1998-2004)
- Savannah (1996)